# Dionysios của Ấn Độ
Dionysios Soter(Tiếng Hy Lạp: Διονύσιος ὁ Σωτήρ; "Vị cứu tinh") là một vị vua Ấn-Hy Lạp tại khu vực phía đông Punjab.

## Triều đại
Theo Osmund Bopearachchi, ông trị vì từ khoảng năm 65-55 TCN) và được thừa hưởng phần phía đông của vương quốc từ vua Apollodotus II. Các vị vua đã cùng chia sẻ một tước hiệu và cùng sử dụng hình tượng chiến đấu của nữ thần Pallas Athena trên đồng tiền của họ, và dường như họ đã có mối quan hệ gần gũi, nhưng mối quan hệ giữa những vị vua Ấn Độ-Hy Lạp cuối cùng hiện vẫn không chắc chắn do nguồn thông tin duy nhất đó là các đồng tiền xu còn lại của họ. RC Senior xác định niên đại cai trị của ông khoảng mười năm sau đó.
Trước đó các học giả như Giáo sư Ahmad Hasan Dani đã xác định niên đại của Dionysius vào khoảng thời gian trước đó, giữa những năm 115 và 100 TCN, cho rằng ông cai trị của thung lũng Swat và Dir.
Dionysius đã có thể phải chịu áp lực bởi các cuộc xâm lược của người Ấn-Scythia, và cũng đã phải đối phó với Hippostratos, một vị vua nổi tiếng hơn, ông ta đã được thừa hưởng phần phía tây vương quốc của Apollodotus II.
Ông được đặt tên theo tên của thần rượu vang Dionysos, người theo thần thoại Hy Lạp cũng là một vị vua cổ đại của Ấn Độ.

## Tiền của Dionysios
Dionysius là người đầu tiên trong số của các vị vua cuối cùng của Ấn-Hy Lạp chỉ ban hành đồng drachms bạc, và không có tetradrachm, có thể do nguồn lực hạn chế của ông. Trên mặt chính của tiền xu là chân dung mang vương miện của nhà vua, với hình Athena Alkidemos ở mặt sau.
Ông cũng đã ban hành huy chương đồng với hình thần Apollo ở mặt sau và một kiền ba chân trên mặt chính. Cả hai loại này đã được thừa hưởng từ Apollodotus II. Chất lượng của các bức chân dung thì lại kém hơn so với hầu hết các vị vua trước đó. 
| Preceded by: Apollodotus II | Ân-Hy Lạp (miền đông Punjab) (65 - 55 TCN) | Succeeded by: Zoilos II |